# اوانجلیستا سانتوس
اوانجلیستا سانتوس (انگلیسی: Evangelista Santos؛ زادهٔ ۱۲ دسامبر ۱۹۷۷) ورزشکار هنرهای رزمی ترکیبی اهل برزیل است.